# Magdalena caldense
El Magdalena caldense es una de las seis subregiones que componen el departamento colombiano de Caldas; se ubica en la parte oriental del mismo, por la cual pasa el río Magdalena.

## Municipios
La subregión se compone de 4 municipios:
- La Dorada
- Norcasia
- Samaná
- Victoria

## Geografía
La región se encuentra ubicado entre el piedemonte Oriental de la Cordillera Central y el Valle interandino del Río Magdalena, circunstancia que permite una gran riqueza hídrica; con altitudes que oscilan entre los 2.000 y 170 m.s.n.m; con pisos térmicos mayormente cálidos por sus planicies; por otro lado sus mayores alturas se encuentran en particular en Samana siendo este el municipio más alto de los cuatro a contraste de La Dorada la cual es a la que menor altura se encuentra y es la menos accidentada de todo el departamento mientras tanto Norcasia y Victoria se encuentran en un término medio ya que gozan de pequeñas planicies y no tan altas elevaciones topográficas, en esta subregión se pueden apreciar las llamadas cuchillas y cerros o lomasz; y valles por lo grandes ríos que lo circulan.
|                                   |
| Topografía del Magdalena caldense |

|                                    |
| Hidrografía del Magdalena caldense |

### Hidrografía
El Magdalena caldense posee rica hidrografía por la cantidad de ríos y quebradas que posee, el más claro ejemplo es el río Magdalena que pasa por el costado este de sur a norte, el río Samana Sur, La Miel y Guarino que desembocan en el Magdalena también son importantes cuerpos de agua en la región; otros pequeños ríos son el Purnio, Manso, Poncana y Doña Juana entre otros.
La subregión que cuenta con 4 cuencas hidrográficas las cuales son la cuenca del Samana Sur, cuenca de La Miel, cuenca del Guarino y la cuenca de los ríos afluentes directos al Magdalena. También es de importancia la central hidroeléctrica Miel I, del río del mismo nombre y la cual genera y avastece de energía a la población civil, ubicada justo en las fronteras de Samaná, Norcasia y Victoria.

### Límites
Limita al sur con los municipios tolimenses de Mariquita y Honda, al este con Puerto Salgar y Guaduas ambos del departamento de Cundinamarca, al noreste se encuentra Puerto Boyacá; al norte y noroeste los municipios antioqueños de Sonsón, Argelia y Nariño y al oeste con el Alto Oriente caldense, específicamente con Pensilvania y Manzanares.